# Ruta Nacional 5 (Argentina)

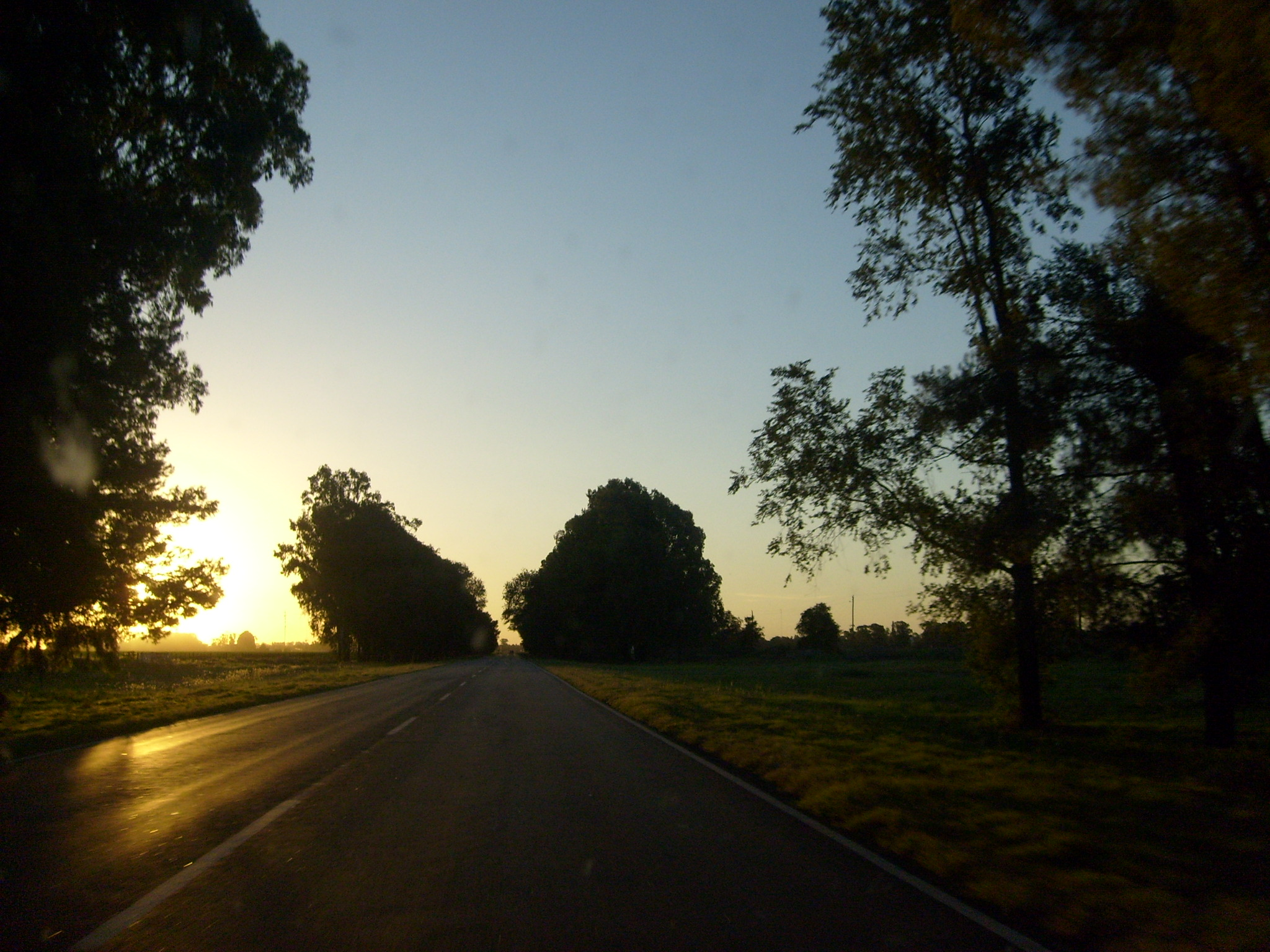
Limit entre la Província de Buenos Aires i La Pampa,a pocs quilòmetres de Catriló

La Ruta Nacional 5 Enginyer Pedro Petriz (Decret n.º 251, 31/07/1977) és una carretera argentina, que uneix les províncies de Buenos Aires i La Pampa.
S'estén entre el quilòmetre 62 de la ruta nacional 7 i Santa Rosa, amb un recorregut de 545 km, totalment asfaltats.

## Ciutats
Les ciutats i pobles pels quals passa aquesta ruta de nord-est a sud-oest són els següents (els pobles entre 500 i 5000 hab. figuren en itàlica).

### Província de Buenos Aires
Recorregut: 460 km (km 62 a 522)

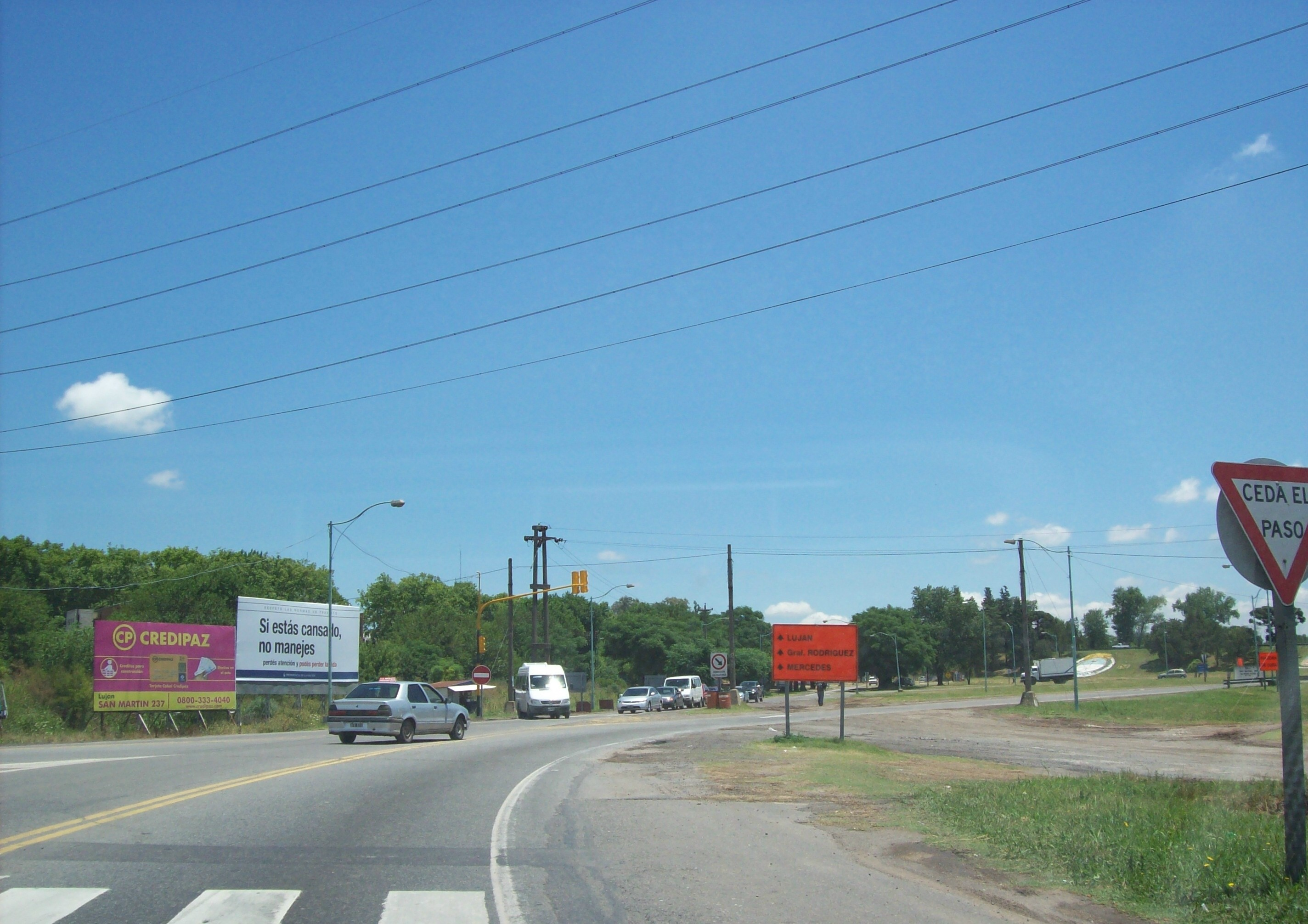
Intersecció RN 5 i RP 7 a Luján.

- Partit de Luján: Luján (km 65), Jáuregui (km 73) i Olivera (km 81).
- Partit de Mercedes: Gowland (km 91) i Mercedes (km 97).
- Partit de Suipacha: Suipacha (km 126).
- Partit de Chivilcoy: Chivilcoy (km 159).
- Partit de Alberti: Alberti (km 189).
- Partit de Bragado: Mechita (km 202), Bragado (km 210) i Comodoro Py (km 230).
- Partit de Nou de juliol: Patricis (km 250), Nou de juliol (km 264) i French (km 276).
- Partit de Carlos Casares: Carlos Casares (km 313).
- Partit de Pehuajó: Pehuajó (km 364), Francisco Madero (km 384) i Juan José Passo (km 404).
- Partit de Trenque Lauquen: Beruti (km 421) i Trenque Lauquen (km 445)
- Partit de Pellegrini: Pellegrini (km 496).

### Província de la Pampa
Recorregut: 85 km (km 522 a 607)
- Departament Catriló: Catriló (km 526), Lonquimay (km 544) i Uriburu (km 567).
- Departament Cabdal: Anguil (km 581) i Santa Rosa (km 607).

## Cabines de peatge i serveis
Les estacions de serveis i peatges d'aquesta carretera sónː

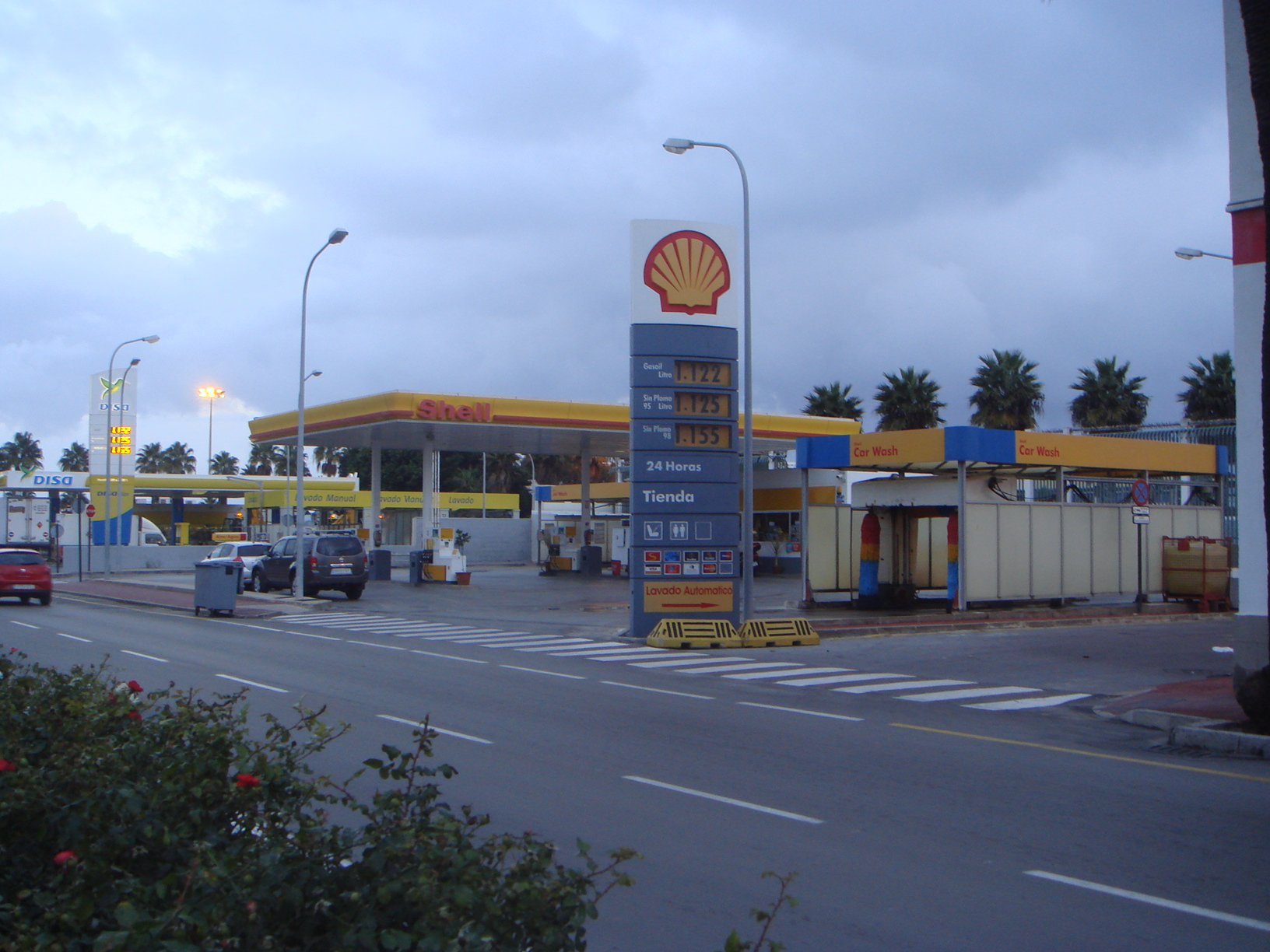
Aquestes són les empreses que controlen les estacions de servei a aquesta carretera

- km 86: Cabina de peatge (Olivera)
- km 107: Estació de servei YPF (Mercedes)[1]
- km 126: Estació de servei YPF (Suipacha)
- km 126: Estació de servei Petrobras (Suipacha)
- km 157: Estació de servei Shell (Chivilcoy)
- km 159: Estació de servei Petrobras (Chivilcoy)
- km 159: Estació de servei ACA (Chivilcoy)
- km 159: Estació de servei YPF (Chivilcoy)
- km 189: Estació de servei YPF (Alberti)
- km 210: Estació de servei Shell (Bragado)
- km 244: Cabina de peatge (Nou de juliol)
- km 244: Àrea de descans El Fogó (Nou de juliol)
- km 264: Estació de servei ACA (Nou de juliol)
- km 312: Estació de servei Shell (Carlos Casessis)
- km 365: Estació de servei Shell (Pehuajó)
- km 383: Estació de servei YPF (Francisco Madero)
- km 429: Cabina de peatge (Trenque Lauquen)
- km 430: Àrea de descans
- km 446: Estació de servei YPF Petrolauquen (Trenque Lauquen)
- km 451: Estació de servei ACA (Trenque Lauquen)
- km 477: Àrea de descans
- km 495: Àrea de descans
- km 496: Estació de servei YPF (Pellegrini)
- km 606: Estació de servei YPF (Santa Rosa)

## Història
El 3 de setembre de 1935 la Direcció nacional de Vialidad va difondre el seu primer esquema de numeració de rutes nacionals. En aquest esquema la Ruta 5 començava en Zárate (denominat General Uriburu entre 1932 i 1946) en adreça sud-oest fins a Santa Rosa.
L'any 1943 es van produir diverses modificacions en el recorregut de diverses rutes nacionals, així es van canviar els extrems de la Ruta 5: des de Luján fins al paratge El Préssec, situat en la intersecció amb l'antiga Ruta Nacional 148 (actual Ruta Provincial 105) a 92 km a l'oest de Santa Rosa.
El Decret Nacional 1595 de l'any 1979 va prescriure que el tram a l'oest de la ciutat de Santa Rosa es va cedir a la Província de la Pampa. Actualment aquest tram pertany a la Ruta Provincial 14.

## Gestió
En 1990 es van concedir amb cobrament de peatge les rutes més transitades del país, dividint-se aquestes en corredors viaris. En 1993 es va concedir la Xarxa d'Accessos a Buenos Aires.
D'aquesta manera, en 1990 l'empresa Noves Rutes es va fer càrrec del Corredor Vial número 17, que inclou la Ruta 5 entre els km 66 i 606, des de Luján (Buenos Aires) fins a Santa Rosa (La Pampa), instal·lant peatges en Olivera (km 86), Nou de juliol (km 244) i Trenque Lauquen (km 428).
En 1993 es va licitar l'Accés Oest juntament amb la Ruta Nacional 5 en el tram comprès entre el km 62 (intersecció amb l'Accés Oest) i el km 67). L'empresa Grup Concessionari de l'Oest es va fer càrrec al juliol de 1994.
En 2003 es vencien els contractes de concessió dels Corredors Vials, per la qual cosa es va modificar la numeració dels corredors vials i es va dir a nova licitació, sent el guanyador del Corredor Vial número 2 l'empresa Autovia Oest. Aquest corredor s'estén en aquesta ruta en el tram comprès entre el km 65 i el 606. A partir de l'any 2010 es va fer càrrec d'aquest camí la unió transitòria d'empreses Corredor d'Integració Pampeana a l'oest de Carlos Casessis.

## Autopista fins a Carlos Casares
L'empresa de construcció Homaq té un projecte d'iniciativa privada presentat en l'Organisme de Control de les Concessions Viàries (OCCOVI) que consisteix en la construcció, el manteniment, l'administració i l'explotació en concessió d'un tram de l'actual ruta 5, entre Luján i Carlos Casessis. Els treballs involucrats s'executaran en un termini de concessió de 30 anys, dividits en etapes, i en nou seccions.
En el primer tram comprès entre la intersecció amb la ruta provincial 47 en Luján i la Ruta Provincial 41, en Mercedes, i de 30 quilòmetres aproximadament, Homaq proposa fer-se càrrec del manteniment de les calçades de l'autopista actualment en construcció amb fons nacionals.
A més, el projecte contempla la intervenció, des del quilòmetre 98 en Mercedes (Buenos Aires), fins al quilòmetre 316,60, en Carlos Casessis. Inclou, entre altres obres, la variant Chivilcoy (by-pass) de 7 quilòmetres de longitud.

### Obres previstes
- Manteniment de l'Autopista Luján - Mercedes (30 km)

- Construcció de l'Autovia entre Mercedes (Buenos Aires) i Bragado (110 km)
- Construcció de Banquines Pavimentades Bragado – Carlos Casessis (100 km)
- La suma total estimada per a aquest treball és de 1.000 milions de pesos